# Sp1
Sp1 (англ. specificity protein 1) — фактор транскрипции человека, кодируемый геном SP1 на 12-й хромосоме. Sp1 принадлежит к семейству транскрипционных факторов Sp/KLF (англ. specificity protein/krüppel-like factor). Белок содержит 785 аминокислот и весит 81 kDa, имеет структурный мотив «цинковый палец», позволяющий напрямую связываться с ДНК и усиливать уровень транскрипции генов. Sp1 чрезвычайно широко экспрессирован в организме и регулирует множество генов.
Гомолог Sp1 у дрозофилы — фактор btn (buttonhead) — участвует в сегментации головы.

## Исследования
По данным Deniaud et al. (2006), чрезмерное повышение экспрессии Sp1 вызывает апоптоз во всех исследованных ими мышиных и хомячковых клеточных линиях.

## Клиническое значение
Повышенные уровни Sp1 отмечаются в роговице при кератоконусе. Искусственное завышение экспрессии Sp1 в культуре стромальных клеток роговицы человека, по данным одного исследования, приводит к повышению катепсина B и снижению ингибитора протеазы 1, что повторяет отклонения, наблюдаемые при кератоконусе.